# Louis III du Palatinat
Pour les articles homonymes, voir Louis III.
 (novembre 2020).
Si vous disposez d'ouvrages ou d'articles de référence ou si vous connaissez des sites web de qualité traitant du thème abordé ici, merci de compléter l'article en donnant les références utiles à sa vérifiabilité et en les liant à la section « Notes et références ».
Louis III, comte palatin du Rhin (en allemand Ludwig III. der Ältere ou der Bärtige) (23 janvier 1378 – 30 décembre 1436, Heidelberg), était un électeur palatin du Rhin, de la Maison de Wittelsbach, en 1410 – 1436.
Louis III est le fils du roi Robert Ier du Saint-Empire et de sa femme Élisabeth de Nuremberg. Il est membre de la société de la perruche.

## Famille et enfants
Premier mariage : Louis III épouse en 1402 Blanche d'Angleterre (1392–31 mai 1409), qui est la fille du roi Henri IV d'Angleterre.
Second mariage : Louis III épouse en 1417 Mathilde de Savoie (1390–1438), qui est la fille du seigneur Amédée de Piémont.
Dont : 
- Mathilde du Palatinat (1419–1482)

1. ∞ 1436 comte Louis IV de Wurtemberg (1411–1450),
2. ∞ 1452 archiduc Albert VI d'Autriche (1418–1463);

- Louis IV du Palatinat (1424-1449), marié en 1445 avec Marguerite de Savoie (1416-1479). Ils sont les parents de l'électeur palatin Philippe Ier du Palatinat.
- Frédéric Ier (1425–1476)

1. fiancé à Élisabeth de Bavière
2. ∞ 1462 à Clara Tott; leurs descendants sont les comtes (puis princes) de Löwenstein-Wertheim ;

- Robert du Palatinat (1427–1480), archevêque de Cologne.